# Surreya mesembryanthema
Surreya mesembryanthema är en amarantväxtart som först beskrevs av Ferdinand von Mueller, och fick sitt nu gällande namn av R. Masson och G. Kadereit. Surreya mesembryanthema ingår i släktet Surreya och familjen amarantväxter. Inga underarter finns listade i Catalogue of Life.